# Дзунда
Дзунда (яп. ずんだ) — паста зелёного цвета, получаемая путём измельчения незрелых соевых бобов эдамамэ.

## Использование
Паста дзунда традиционно используется в японской кухне, как компонент в рисовых пирожках «дзунда-моти», пирожках «дзунда-мандзю», шариках «дзунда-данго» и мягком мороженом «дзунда-софуто-куриму». В некоторых случаях дзунда используется, как солёная приправа к блюдам. Число новых продуктов и разнообразных блюд на базе дзунды постоянно расширяется.
Поскольку зелёные бобы эдамамэ, используемые как сырьё для производства дзундзы, собирают летом, продажа блюд, использующих этот продукт имела сезонный характер. Для решения задачи преодоления сезонности стал использоваться (с 1989) способ хранения сырья в замороженном виде, что позволило производить и продавать продукты на основе дзундзы круглогодично. В 2008 году в префектуре Ямагата была разработана технология получения пасты дзундза из порошка, который превращался в пасту при добавлении горячей воды, а также отработано хранение пасты в вакуумных упаковках. Эти разработки привели к новым технологиям в области производства зелёной соевой пасты и варенья из дзундзы в префектуре Мияги.
В последние годы были предприняты попытки использовать дзундзу не только для японских сладостей, но и для западных сладостей.
В декабре 2015 года была создана «Тропа Дзунды», представляющая сеть специализированных магазинов, продающих продукты с дзундой на станциях JR East. Фестиваль «Какуда Дзунда» проводится в начале октября на привокзальной площади города Какуда в префектуре Мияги.